# Tupilak

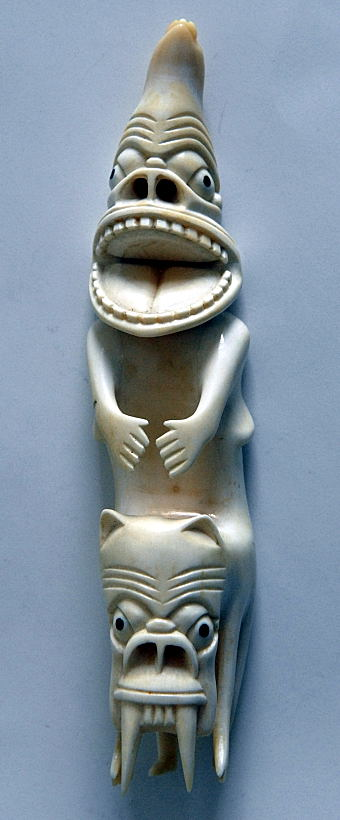
Scultura groenlandese raffigurante un tupilak.

Nella mitologia inuit, un tupilak (dall'inuktitut ᑐᐱᓚᒃ; talora traslitterato tupilaq) era un essere artificiale costruito da uno stregone o sciamano perché assassinasse una precisa persona.

## Leggenda
Il tupilak era realizzato a partire da parti di animali (ossa, pelle, pelo, tendini, eccetera) o anche pezzi di cadaveri di bambini. Alla creatura veniva poi infusa la vita mediante incantamenti rituali. Veniva infine messa in mare perché cercasse ed eliminasse la vittima designata.
L'uso del tupilak non era, ad ogni modo, esente da rischi: se inviato ad annientare una persona il cui potere magico era maggiore di quello del mittente, questi poteva fare sì che l'essere tornasse indietro ad uccidere il proprio creatore. Il costruttore poteva però, a questo punto, sfuggire alla condanna facendo pubblica ammissione della propria azione.
Poiché i tupilak erano realizzati in segreto, in luoghi isolati e a partire da materiali degradabili, nessuno è stato conservato fino ai giorni nostri. I primi visitatori europei della Groenlandia, affascinati dalla leggenda indigena, chiesero che aspetto avessero i tupilak e gli inuit presero a scolpirne delle rappresentazioni nei denti di capodoglio.
Oggi queste statue, di forme e dimensioni differenti, sono ricavate da svariati materiali, come zanne di narvalo o tricheco, legno e corna di caribù.

## Influenza culturale
- Il tupilak compare nel gioco di ruolo Pathfinder, dove può essere costruito dal giocatore a partire da ossa di balena e tendini.[1]
- Il tupilak compare anche nella serie televisiva Fortitude.